# ツアー・オブ・ユタ
ツアー・オブ・ユタ（Tour of Utah）は、例年8月、アメリカ合衆国のユタ州で行われる、自転車ロードレースのステージレース。UCIアメリカツアー 2.HCカテゴリ。

## 歴代優勝者
| 年   | 優勝者                     | 国籍           |
| ---- | -------------------------- | -------------- |
| 2004 | ジョン・オスグソープ       | アメリカ合衆国 |
| 2005 | アンドリュー・バジャデリ   | アメリカ合衆国 |
| 2006 | スコット・モーニンガー     | アメリカ合衆国 |
| 2008 | ジェフ・ラウダー           | アメリカ合衆国 |
| 2009 | フランシスコ・マンセボ     | スペイン       |
| 2010 | リーヴァイ・ライプハイマー | アメリカ合衆国 |
| 2011 | リーヴァイ・ライプハイマー | アメリカ合衆国 |
| 2012 | ヨハン・チョップ           | スイス         |
| 2013 | トム・ダニエルソン         | アメリカ合衆国 |
| 2014 | トム・ダニエルソン         | アメリカ合衆国 |
| 2015 | ジョー・ドンブロウスキー   | アメリカ合衆国 |
| 2016 | ラクラン・モートン         | オーストラリア |
| 2017 | ロブ・ブリトン             | カナダ         |
| 2018 | セップ・クス               | アメリカ合衆国 |
| 2019 | ベン・ヘルマンス           | ベルギー       |